# Persone di nome Elena
| Questa pagina contiene informazioni ricavate automaticamente dalle voci biografiche con l'ausilio del template Bio e di un bot. L'aggiornamento è periodico e automatico e ricostruisce completamente la pagina. Se manca una persona in questa lista, sei pregato di non aggiungerla, ma accertati piuttosto che la sua voce biografica contenga il template Bio e che i dati anagrafici siano correttamente compilati. Se il template Bio manca, inseriscilo tu stesso o, in alternativa, metti l'avviso {{tmp\|Bio}} che ne segnala la mancanza. Se i dati riportati sono sbagliati, correggi direttamente la voce biografica; le modifiche saranno visibili in questa lista entro pochi giorni. Per chiarimenti vedi il progetto antroponimi. La lista contiene solo le 518 persone che sono citate nell'enciclopedia e per le quali è stato implementato correttamente il template Bio. Pagina aggiornata al 6 ago 2025. |

Questa è una lista di persone presenti nell'enciclopedia che hanno il nome Elena, suddivise per attività principale.

## Agronome(1)
- Elena Lagadinova, agronoma e politica bulgara (Razlog, n. 1930 - Sofia, † 2017)

## Allenatrici di calcio(1)
- Elena Fomina, allenatrice di calcio e ex calciatrice russa (n. 1979)

## Allenatrici di pallamano(1)
- Elena Barani, allenatrice di pallamano e ex pallamanista italiana (Pontedera, n. 1978)

## Allenatrici di tennis(2)
- Elena Dement'eva, allenatrice di tennis e ex tennista russa (Mosca, n. 1981)
- Elena Makarova, allenatrice di tennis e ex tennista russa (n. 1973)

## Altiste(5)
- Elena Elesina, ex altista russa (Čeljabinsk, n. 1970)
- Elena Kuličenko, altista russa (Odincovo, n. 2002)
- Elena Meuti, altista italiana (Roma, n. 1983)
- Elena Slesarenko, altista russa (Volgograd, n. 1982)
- Elena Vallortigara, altista italiana (Schio, n. 1991)

## Arciere(2)
- Elena Osipova, arciera russa (n. 1993)
- Elena Tonetta, arciera italiana (Rovereto, n. 1988)

## Arpiste(1)
- Elena Zaniboni, arpista italiana (Alessandria, n. 1939)

## Artiste(5)
- Elena Holéczyová, artista slovacca (Moravské Lieskové, n. 1906 - Praga, † 1983)
- Elena Mezzadra, artista, pittrice e illustratrice italiana (Pavia, n. 1926 - Milano, † 2022)
- Elena Osipova, artista e attivista russa (Leningrado, n. 1945)
- Elena Ketra, artista italiana (Vicenza, n. 1979)
- Elena Dmitrievna Polenova, artista russa (San Pietroburgo, n. 1850 - Mosca, † 1898)

## Astiste(2)
- Elena Isinbaeva, ex astista russa (Volgograd, n. 1982)
- Elena Scarpellini, astista, skeletonista e bobbista italiana (Bergamo, n. 1987)

## Atlete paralimpiche(2)
- Elena Kratter, atleta paralimpica svizzera (San Gallo, n. 1996)
- Elena Pautova, atleta paralimpica russa (Adler, n. 1986)

## Attiviste(2)
- Elena Bonnėr, attivista e medico sovietica (Merv, n. 1923 - Boston, † 2011)
- Elena Casati, attivista italiana (Como, n. 1824 - Mantova, † 1882)

## Attrici(44)
- Ellen Albertini Dow, attrice e ballerina statunitense (Mount Carmel, n. 1913 - Los Angeles, † 2015)
- Elena Altieri, attrice italiana (Stresa, n. 1916 - Stresa, † 1997)
- Elena Anaya, attrice spagnola (Palencia, n. 1975)
- Elena Arvigo, attrice e regista teatrale italiana (Genova, n. 1974)
- Marina Berti, attrice italiana (Londra, n. 1924 - Roma, † 2002)
- Elena Bonelli, attrice e cantante italiana (Roma, n. 1958)
- Elena Borgo, attrice italiana (Milano, n. 1910 - Casorate Primo, † 1981)
- Elena Bucci, attrice, drammaturga e regista teatrale italiana (Russi, n. 1965)
- Elena Burika, attrice e ex modella russa (Mosca, n. 1983)
- Elena Cantarone, attrice italiana (Bari, n. 1958)
- Elena Cotta, attrice italiana (Milano, n. 1931)
- Elena Cucci, attrice italiana (Tregnago, n. 1983)
- Elena Cyplakova, attrice e regista russa (Leningrado, n. 1958)
- Elena Da Venezia, attrice italiana (Torino, n. 1915 - Roma, † 2003)
- Elena Di Cioccio, attrice, conduttrice televisiva e conduttrice radiofonica italiana (Milano, n. 1974)
- Elena Evangelo, attrice, produttrice televisiva e regista statunitense (Queens)
- Elena Fabrizi, attrice e conduttrice televisiva italiana (Roma, n. 1915 - Roma, † 1993)
- Elena Fiore, attrice italiana (Torre Annunziata, n. 1914 - Torre Annunziata, † 1983)
- Elena Funari, attrice italiana (Napoli, n. 1995)
- Elena Furiase, attrice spagnola (Madrid, n. 1988)
- Elena Ghiaurov, attrice italiana (Milano, n. 1965)
- Elena Gigliotti, attrice italiana (Catanzaro, n. 1987)
- Elena Giusti, attrice e cantante italiana (La Valletta, n. 1917 - Milano, † 2009)
- Elena González, attrice, giornalista e ballerina spagnola (Avilés, n. 1991)
- Elena Jakovleva, attrice russa (Novohrad-Volyns'kyj, n. 1961)
- Elena Kampouris, attrice statunitense (New York, n. 1997)
- Elena Lietti, attrice italiana (Saronno, n. 1977)
- Elena Lunda, attrice italiana (Palermo, n. 1901 - Roma, † 1941)
- Elena Lyons, attrice statunitense (Madrid, n. 1973)
- Elena Magoia, attrice e doppiatrice italiana (Torino, n. 1934 - Roma, † 2024)
- Elena Pedemonte, attrice e conduttrice radiofonica italiana (Sanremo, n. 1952)
- Elena Podkaminskaja, attrice russa (Mosca, n. 1979)
- Elena Presti, attrice e cantante italiana (Torino, n. 1968)
- Elena Radonicich, attrice italiana (Moncalieri, n. 1985)
- Elena Sofia Ricci, attrice italiana (Firenze, n. 1962)
- Elena Rivera, attrice spagnola (Saragozza, n. 1992)
- Elena Roger, attrice e cantante argentina (Buenos Aires, n. 1974)
- Elena Russo, attrice italiana (Napoli, n. 1972)
- Elena Sangro, attrice italiana (Vasto, n. 1897 - Roma, † 1969)
- Elena Satine, attrice e cantante georgiana (Tbilisi, n. 1987)
- Elena Solovej, attrice sovietica (Neustrelitz, n. 1947)
- Elena Tjapkina, attrice sovietica (Mosca, n. 1900 - Mosca, † 1984)
- Elena Varzi, attrice italiana (Roma, n. 1926 - Sperlonga, † 2014)
- Elena Zareschi, attrice italiana (Buenos Aires, n. 1916 - Lucca, † 1999)

## Attrici pornografiche(1)
- Elena Grimaldi, ex attrice pornografica italiana (Brescia, n. 1983)

## Attrici teatrali(2)
- Elena Virginia Balletti, attrice teatrale e poetessa italiana (Ferrara, n. 1686 - Parigi, † 1771)
- Elena Russo Arman, attrice teatrale e regista teatrale italiana (Torino, n. 1971)

## Aviatrici(1)
- Elena Caragiani-Stoienescu, aviatrice rumena (Tecuci, n. 1887 - Bucarest, † 1929)

## Biatlete(4)
- Elena Belova, ex biatleta russa (Magnitogorsk, n. 1965)
- Elena Chrustalëva, ex biatleta russa (Krasnojarsk, n. 1980)
- Elena Golovina, ex biatleta sovietica (Komarovo, n. 1961)
- Elena Mel'nikova, ex biatleta russa (Artëmovskij, n. 1971)

## Biochimiche(1)
- Elena Conti, biochimica italiana (Varese, n. 1967)

## Bobbiste(1)
- Elena Mamedova, bobbista e ex velocista russa (n. 1994)

## Botaniche(1)
- Elena Ivanovna Barulina, botanica e genetista sovietica (Saratov, n. 1895 - Saratov, † 1957)

## Calciatrici(15)
- Elena Battistini, calciatrice italiana (Cesena, n. 2003)
- Elena Bruno, calciatrice e allenatrice di calcio italiana (Lucca, n. 1985)
- Elena Cascarano, ex calciatrice italiana (Erba, n. 1989)
- Elena Danilova, ex calciatrice russa (Voronež, n. 1987)
- Elena Dhont, calciatrice belga (Zaffelare, n. 1998)
- Elena Ficarelli, ex calciatrice italiana (Modena, n. 1980)
- Elena Linari, calciatrice italiana (Fiesole, n. 1994)
- Elena Morozova, calciatrice russa (Orël, n. 1987)
- Elena Nichele, calciatrice italiana (Motta di Livenza, n. 2000)
- Elena Nicolis, ex calciatrice italiana (Bussolengo, n. 1981)
- Elena Pisani, calciatrice italiana (Milano, n. 1997)
- Elena Proietti, calciatrice italiana (n. 1991)
- Elena Schiavo, ex calciatrice italiana (Mereto di Tomba, n. 1949)
- Elena Terechova, calciatrice russa (Voronež, n. 1987)
- Elena Virgili, calciatrice italiana (n. 1995)

## Canoiste(3)
- Elena Kaliská, canoista slovacca (Zvolen, n. 1972)
- Elena Lilik, canoista tedesca (Weimar, n. 1998)
- Elena Radu, ex canoista romena (Pogoanele, n. 1975)

## Canottiere(4)
- Elena Coletti, canottiera italiana (Terni, n. 1993)
- Elena Georgescu, canottiera rumena (Rădăuți-Prut, n. 1964)
- Elena Horvat, ex canottiera romena (Luizi-Călugăra, n. 1958)
- Elena Orjabinskaja, canottiera russa (Sal'sk, n. 1994)

## Cantanti(11)
- Alëna Apina, cantante, compositore e conduttrice radiofonica russa (Saratov, n. 1964)
- Inna, cantante rumena (Mangalia, n. 1986)
- Elena Bianchini Cappelli, cantante italiana (Roma, n. 1873 - Rimini, † 1919)
- Elena Vaenga, cantante russa (Severomorsk, n. 1977)
- Elina Duni, cantante e compositrice albanese (Tirana, n. 1981)
- Elena, cantante serba (Hannover, n. 1997)
- Elena Gheorghe, cantante rumena (Clinceni, n. 1985)
- Elena Risteska, cantante macedone (Skopje, n. 1986)
- Elena Temnikova, cantante, personaggio televisivo e stilista russa (Kurgan, n. 1985)
- Elena Tsagkrinou, cantante e conduttrice televisiva greca (Atene, n. 1994)
- Varvara, cantante russa (Balašicha, n. 1973)

## Cantanti liriche(2)
- Elena Dan, cantante lirica rumena (n. 1967 - † 1996)
- Elena Mauti Nunziata, cantante lirica italiana (Palma Campania, n. 1944 - Monaco, † 2024)

## Cantautrici(2)
- Ellie Goulding, cantautrice britannica (Hereford, n. 1986)
- Elena Ledda, cantautrice italiana (Selargius, n. 1959)

## Cavallerizze(1)
- Elena Petuškova, cavallerizza sovietica (Mosca, n. 1940 - Mosca, † 2007)

## Cestiste(32)
- Elena Bandini, ex cestista italiana (Faenza, n. 1990)
- Elena Baranova, ex cestista russa (Frunze, n. 1972)
- Elena Beglova, cestista russa (Mosca, n. 1987)
- Elena Bestagno, cestista italiana (Sanremo, n. 1991)
- Elena Čausova, ex cestista sovietica (Mosca, n. 1957)
- Elena Chudašova, ex cestista russa (Chabarovsk, n. 1965)
- Elena Cotiga, ex cestista moldava (Fergana, n. 1975)
- Elena Daniločkina, cestista russa (Mosca, n. 1986)
- Elena Delle Donne, ex cestista statunitense (Wilmington, n. 1989)
- Elena Fabbri, ex cestista italiana (Cervia, n. 1975)
- Elena Fietta, cestista italiana (Bassano del Grappa, n. 1995)
- Elena Filip, ex cestista rumena (Bucarest, n. 1958)
- Elena Guerrero, ex cestista dominicana (Santo Domingo, n. 1965)
- Elena Ilieva, ex cestista bulgara (Plovdiv, n. 1950)
- Elena Ivanovici, cestista rumena (Bucarest, n. 1937 - † 2024)
- Elena Kafalieva, cestista bulgara (Sofia, n. 1940 - † 2023)
- Elena Kaputskaja, ex cestista sovietica (Irkutsk, n. 1960)
- Elena Karpova, ex cestista russa (Leningrado, n. 1980)
- Elena Minaeva, ex cestista russa (Mosca, n. 1972)
- Elena Mozgovaja, ex cestista e allenatrice di pallacanestro russa (Penza, n. 1970)
- Elena Mposgana, cestista greca (Atene, n. 2003)
- Elena Paparazzo, ex cestista italiana (Roma, n. 1973)
- Elena Pšikova, ex cestista russa (Nal'čik, n. 1973)
- Elena Riccardi, ex cestista italiana (Como, n. 1982)
- Elena Rodighiero, ex cestista italiana (Cernobbio, n. 1968)
- Elena Russo, ex cestista italiana (Lecce, n. 1988)
- Elena Tornikidu, ex cestista russa (Tashkent, n. 1965)
- Elena Tsineke, cestista greca (Salonicco, n. 1999)
- Elena Vasile, ex cestista rumena (Bucarest, n. 1967)
- Elena Vella, cestista italiana (Erice, n. 2000)
- Elena Volkova, ex cestista russa (Vologda, n. 1983)
- Elena Yávar, cestista cilena (Santiago del Cile, n. 1926)

## Cicliste su strada(3)
- Elena Berlato, ex ciclista su strada italiana (Schio, n. 1988)
- Elena Cecchini, ciclista su strada e pistard italiana (Udine, n. 1992)
- Elena Pirrone, ciclista su strada e pistard italiana (Bolzano, n. 1999)

## Compositrici(2)
- Elena Firsova, compositrice russa (Leningrado, n. 1950)
- Barbara Giuranna, compositrice italiana (Palermo, n. 1899 - Roma, † 1998)

## Conduttrici televisive(3)
- Elena Ballerini, conduttrice televisiva italiana (Genova, n. 1984)
- Elena Castagnoli, conduttrice televisiva italiana (Colombo, n. 1980)
- Elena Santarelli, conduttrice televisiva, attrice e showgirl italiana (Latina, n. 1981)

## Contralti(2)
- Elena D'Angri, contralto italiano (Corfù, n. 1821 - Barcellona, † 1886)
- Elena Mazzoni, contralto e mezzosoprano italiano (Mezzano Superiore, n. 1923 - Parma, † 2017)

## Cosmonaute(2)
- Elena Vladimirovna Kondakova, cosmonauta e politica russa (Mytišči, n. 1957)
- Elena Serova, cosmonauta e politica russa (Ussurijsk, n. 1976)

## Costumiste(1)
- Elena Mannini, costumista italiana (Firenze, n. 1938 - Firenze, † 2024)

## Critiche d'arte(1)
- Elena Pontiggia, critica d'arte e storica dell'arte italiana (Milano, n. 1955)

## Danzatrici(4)
- Elena Ivanovna Andrejanova, ballerina russa (San Pietroburgo, n. 1819 - Parigi, † 1857)
- Elena Cornalba, danzatrice italiana
- Elena Evseeva, ballerina russa (Iževsk, n. 1982)
- Elena Aleksandrovna Smirnova, ballerina russa (San Pietroburgo, n. 1888 - Buenos Aires, † 1934)

## Danzatrici su ghiaccio(1)
- Elena Il'inych, danzatrice su ghiaccio russa (Aqtau, n. 1994)

## Designer(1)
- Elena Albertoni, designer italiana (Bergamo, n. 1979)

## Dirigenti d'azienda(1)
- Elena Recanati Foa Napolitano, dirigente d'azienda italiana (Torino, n. 1922 - Torino, † 1983)

## Dirigenti sportive(2)
- Elena Cassani, dirigente sportiva e ex calciatrice italiana (n. 1982)
- Elena Välbe, dirigente sportiva russa (Magadan, n. 1968)

## Doppiatrici(1)
- Elena Perino, doppiatrice italiana (Roma, n. 1985)

## Drammaturghe(1)
- Elena Penga, drammaturga, poetessa e regista teatrale greca (Salonicco, n. 1966)

## Economiste(1)
- Elena Panaritis, economista e politica greca

## Ematologhe(1)
- Elena Fava, ematologa e educatrice italiana (Catania, n. 1950 - Catania, † 2015)

## Farmacologhe(1)
- Elena Cattaneo, farmacologa italiana (Milano, n. 1962)

## Filosofe(3)
- Elena Lucrezia Corner, filosofa italiana (Venezia, n. 1646 - Padova, † 1684)
- Elena Pulcini, filosofa italiana (L'Aquila, n. 1950 - Firenze, † 2021)
- Elena Várossová, filosofa e storica della filosofia slovacca (Rovňany, n. 1926 - Bratislava, † 2010)

## Fondiste(5)
- Elena Buruchina, ex fondista russa (Dolgoprudnyj, n. 1977)
- Elena Desderi, ex fondista italiana (Demonte, n. 1967)
- Elena Kolomina, ex fondista kazaka (Ridder, n. 1981)
- Elena Šalina, ex fondista russa (Bijsk, n. 1968)
- Elena Soboleva, fondista russa (n. 1992)

## Fotografe(1)
- Elena Somarè, fotografa e musicista italiana (Milano, n. 1974)

## Fumettiste(4)
- Elena Casagrande, fumettista italiana (n. 1983)
- Elena Pianta, fumettista italiana (Asti, n. 1973)
- Elena Vitagliano, fumettista italiana (Napoli)
- Elena de' Grimani, fumettista e illustratrice italiana (Roma, n. 1975)

## Giavellottiste(1)
- Elena Gorčakova, giavellottista sovietica (Mosca, n. 1933 - † 2002)

## Ginnaste(22)
- Elena Amato, ex ginnasta italiana (Como, n. 1983)
- Elena Bineva, ginnasta bulgara (Sofia, n. 1999)
- Elena Davydova, ex ginnasta sovietica (Voronež, n. 1961)
- Elena Dolgopolova, ex ginnasta russa (n. 1980)
- Elena Eremina, ginnasta russa (San Pietroburgo, n. 2001)
- Elena Gerasimova, ginnasta russa (Cheboksary, n. 2004)
- Elena Groševa, ex ginnasta russa (Jaroslavl', n. 1979)
- Elena Grudneva, ex ginnasta russa (Kemerovo, n. 1974)
- Elena Gómez, ex ginnasta spagnola (Manacor, n. 1985)
- Elena Lagorara, ginnasta italiana (Sestri Ponente, n. 1939 - Genova, † 2003)
- Elena Leușteanu, ginnasta rumena (n. 1935 - Bucarest, † 2008)
- Elena López, ginnasta spagnola (Valencia, n. 1994)
- Elena Muchina, ginnasta sovietica (Mosca, n. 1960 - Mosca, † 2006)
- Elena Murzina, ex ginnasta russa (Sverdlovsk, n. 1984)
- Elena Mărgărit, ex ginnasta rumena (Timișoara, n. 1936)
- Elena Posevina, ginnasta russa (Tula, n. 1986)
- Elena Sergeevna Produnova, ex ginnasta russa (Rostov sul Don, n. 1980)
- Elena Santoni, ginnasta italiana (Nereto, n. 1930 - Tortoreto, † 2022)
- Elena Šušunova, ginnasta sovietica (Leningrado, n. 1969 - San Pietroburgo, † 2018)
- Elena Săcălici, ginnasta rumena (Huedin, n. 1935 - † 1959)
- Elena Zamolodčikova, ex ginnasta russa (Mosca, n. 1982)
- Elena Šalamova, ex ginnasta russa (Astrachan', n. 1982)

## Giornaliste(12)
- Elena Bacaloglu, giornalista e politica rumena (Bucarest, n. 1878 - Bucarest, † 1947)
- Elena Comelli, giornalista italiana (Trieste, n. 1961)
- Elena Garro, giornalista, sceneggiatrice e scrittrice messicana (Puebla de Zaragoza, n. 1916 - Cuernavaca, † 1998)
- Elena Guarnieri, giornalista, conduttrice televisiva e autrice televisiva italiana (Milano, n. 1967)
- Elena Maccanti, giornalista e politica italiana (Torino, n. 1971)
- Elena Melik, giornalista e scrittrice italiana (Pietrogrado, n. 1919 - † 2009)
- Elena Milašina, giornalista russa (Dal'negorsk, n. 1978)
- Elena Molinari, giornalista e saggista italiana (Piacenza, n. 1970)
- Elena Yoncheva, giornalista e politica bulgara (Sofia, n. 1964)
- Elena da Persico, giornalista e scrittrice italiana (Verona, n. 1869 - Affi, † 1948)
- Elena Tambini, giornalista e conduttrice televisiva italiana (Como, n. 1988)
- Elena Viktorovna Tregubova, giornalista russa (Mosca, n. 1973)

## Giuriste(1)
- Elena Kagan, giurista e magistrato statunitense (New York, n. 1960)

## Imperatrici(7)
- Elena Asen, imperatrice bizantina († 1252)
- Elena Cantacuzena, imperatrice bizantina (n. 1333 - Costantinopoli, † 1396)
- Elena Cantacuzena, imperatrice bizantina (Costantinopoli - Costantinopoli, † 1463)
- Elena Dragaš, imperatrice bizantina (n. 1372 - Costantinopoli, † 1450)
- Elena, imperatrice bizantina
- Elena Lecapena, imperatrice bizantina (Costantinopoli, † 961)
- Elena Mega Comnena, imperatrice georgiana († 1366)

## Imprenditrici(2)
- Elena Baturina, imprenditrice russa (Mosca, n. 1963)
- Elena Lanzoni Prevost, imprenditrice e dirigente d'azienda italiana (Milano, n. 1878 - Monza, † 1965)

## Judoka(1)
- Elena Moretti, judoka italiana (Brescia, n. 1987)

## Letterate(1)
- Elena Valla, letterata italiana (Bobbio, n. 1898 - Milano, † 1958)

## Lottatrici(1)
- Elena Brugger, lottatrice tedesca (n. 1997)

## Lunghiste(1)
- Elena Sokolova, lunghista russa (Belgorod, n. 1986)

## Magistrate(1)
- Elena Ornella Paciotti, magistrata e politica italiana (Roma, n. 1941)

## Marciatrici(2)
- Elena Lašmanova, marciatrice russa (Saransk, n. 1992)
- Elena Nikolaeva, ex marciatrice russa (Akšiki, n. 1966)

## Matematiche(1)
- Elena Freda, matematica italiana (Roma, n. 1890 - Roma, † 1978)

## Medici(1)
- Elena Arnedo, medico e scrittrice spagnola (Madrid, n. 1941 - Madrid, † 2015)

## Mezzofondiste(9)
- Elena Afanas'eva, ex mezzofondista russa (Kulebaki, n. 1967)
- Elena Antoci, ex mezzofondista rumena (n. 1975)
- Elena Aržakova, mezzofondista russa (n. 1989)
- Elena Bellò, mezzofondista italiana (Schio, n. 1997)
- Elena Korobkina, mezzofondista russa (n. 1990)
- Elena Kotul'skaja, mezzofondista russa (n. 1988)
- Elena Romagnolo, mezzofondista e siepista italiana (Borgosesia, n. 1982)
- Elena Sipatova, ex mezzofondista russa (Ljubercy, n. 1955)
- Elena Soboleva, mezzofondista russa (Brjansk, n. 1982)

## Mezzosoprani(5)
- Elena Cernei, mezzosoprano rumeno (Bairamcea, n. 1924 - Bucarest, † 2000)
- Elena Gerhardt, mezzosoprano tedesco (Lipsia, n. 1883 - Londra, † 1961)
- Elena Nicolai, mezzosoprano e attrice bulgara (Cerovo, n. 1905 - Milano, † 1993)
- Elena Obrazcova, mezzosoprano russo (Leningrado, n. 1939 - Lipsia, † 2015)
- Elena Teodorini, mezzosoprano e soprano rumena (Craiova, n. 1857 - Bucarest, † 1926)

## Militari(1)
- Elena Konstantinovna Stempkovskaja, militare sovietica (Mazurščina, n. 1921 - Zimov'enka, † 1942)

## Mistiche(1)
- Elena Duglioli, mistica italiana (Bologna, n. 1472 - Bologna, † 1520)

## Modelle(6)
- Elena Herrera, modella spagnola
- Elena Matei, modella e cantante moldava
- Elena Pla, modella spagnola
- Elena Rogožina, modella russa (Samara, n. 1978)
- Elena Semikina, modella canadese (Chișinău, n. 1983)
- Elena Ščapova, modella e scrittrice russa (Mosca, n. 1950)

## Multipliste(1)
- Elena Prochorova, multiplista russa (Kemerovo, n. 1978)

## Musicologhe(1)
- Elena Biggi Parodi, musicologa e critico musicale italiana (n. 1959)

## Nobildonne(7)
- Elena d'Asburgo-Lorena, nobildonna austriaca (Linz, n. 1903 - Tubinga, † 1924)
- Elena di Meclemburgo-Strelitz, nobildonna (San Pietroburgo, n. 1857 - Remplin, † 1936)
- Elena Aleksandrovna Naryškina, nobildonna russa (San Pietroburgo, n. 1785 - Odessa, † 1855)
- Elena Alanka, nobildonna russa (Cracovia, n. 1100 - Kiev, † 1150)
- Elena Šubić, nobildonna croata
- Elena Nikitična Trubeckaja, nobildonna russa (n. 1745 - † 1832)
- Elena d'Altavilla, nobildonna normanna (Puglia)

## Nobili(14)
- Elena Aliprandi, nobile italiana (n. 1573 - Mantova, † 1608)
- Elena Asanina Cantacuzena, nobile bizantina
- Elena Barozzi, nobile italiana (Venezia)
- Marija Obrenović, nobile rumena (Iași, n. 1831 - Dresda, † 1876)
- Elena Pavlovna Dolgorukaja, nobile russa (Governatorato di Mogilёv, n. 1789 - Tbilisi, † 1870)
- Elena Scleraina, nobile bizantina (Costantinopoli, † 1034)
- Elena di Bulgaria, nobile bulgara
- Elena d'Ungheria, nobile ungherese
- Elena-Eugenia di Bulgaria, nobile bulgara
- Elena d'Orléans, nobile (Twickenham, n. 1871 - Castellammare di Stabia, † 1951)
- Elena Vladimirovna Romanova, nobile russa (Carskoe Selo, n. 1882 - Atene, † 1957)
- Elena Pavlovna Romanova, nobile russa (San Pietroburgo, n. 1784 - Ludwigslust, † 1803)
- Elena di Waldeck e Pyrmont, nobile tedesca (Bad Arolsen, n. 1861 - Hinterriss, † 1922)
- Elena di Hohenlohe-Langenburg, nobile tedesca (Langenburg, n. 1807 - Schleiz, † 1880)

## Nuotatrici(15)
- Elena Antonova, nuotatrice artistica russa (Mosca, n. 1974)
- Elena Azarova, sincronetta russa (Mosca, n. 1973)
- Elena Bogomazova, ex nuotatrice russa (Leningrado, n. 1982)
- Elena Dendeberova, ex nuotatrice sovietica (Leningrado, n. 1969)
- Elena Di Liddo, nuotatrice italiana (Bisceglie, n. 1993)
- Elena Donati, ex nuotatrice italiana (Brescia, n. 1974)
- Elena Gemo, ex nuotatrice italiana (Galzignano Terme, n. 1987)
- Elena Kruglova, ex nuotatrice sovietica (Ivanovo, n. 1962)
- Elena Melián, nuotatrice artistica spagnola (n. 2001)
- Elena Ovčinnikova, sincronetta russa (Mosca, n. 1982)
- Elena Prokof'eva, sincronetta russa (Mosca, n. 1994)
- Elena Soja, sincronetta russa (Mosca, n. 1981)
- Elena Volkova, ex nuotatrice russa (n. 1968)
- Elena Zennaro, ex nuotatrice italiana (Santo Stefano di Cadore, n. 1942)
- Elena Šabanova, nuotatrice artistica russa (n. 2008)

## Ostacoliste(1)
- Elena Carraro, ostacolista italiana (Brescia, n. 2001)

## Pallanuotiste(3)
- Elena Gigli, ex pallanuotista italiana (Empoli, n. 1985)
- Elena Smurova, ex pallanuotista russa (Leningrado, n. 1974)
- Elena Tokun, ex pallanuotista russa (Mosca, n. 1974)

## Pallavoliste(11)
- Elena Drozina, pallavolista italiana (Trieste, n. 1978)
- Elena Ežova, pallavolista ucraina (Melitopol', n. 1977)
- Elena Gabrieli, pallavolista italiana (Chioggia, n. 1992)
- Elena Godina, ex pallavolista russa (Ekaterinburg, n. 1977)
- Elena Keldibekova, pallavolista kazaka (Almaty, n. 1974)
- Elena Konstantinova, ex pallavolista russa (Tver', n. 1981)
- Elena Parchomenko, pallavolista azera (Baku, n. 1982)
- Elena Perinelli, pallavolista italiana (Varese, n. 1995)
- Elena Pietrini, pallavolista italiana (Imola, n. 2000)
- Elena Portalupi, ex pallavolista italiana (Crema, n. 1987)
- Elena Rolando, pallavolista italiana (Alba, n. 1999)

## Partigiane(1)
- Elena Fischli Dreher, partigiana italiana (Milano, n. 1913 - Zurigo, † 2005)

## Patriote(1)
- Clara Maffei, patriota italiana (Bergamo, n. 1814 - Milano, † 1886)

## Pattinatrici artistiche su ghiaccio(6)
- Elena Berežnaja, ex pattinatrice artistica su ghiaccio russa (Nevinnomyssk, n. 1977)
- Elena Bečke, ex pattinatrice artistica su ghiaccio sovietica (Leningrado, n. 1966)
- Elena Radionova, ex pattinatrice artistica su ghiaccio russa (Mosca, n. 1999)
- Elena Sokolova, ex pattinatrice artistica su ghiaccio russa (Mosca, n. 1980)
- Elena Valova, ex pattinatrice artistica su ghiaccio sovietica (Leningrado, n. 1963)
- Elena Vodorezova, ex pattinatrice artistica su ghiaccio sovietica (Mosca, n. 1963)

## Pattinatrici di short track(1)
- Elena Viviani, pattinatrice di short track italiana (Sondalo, n. 1992)

## Pattinatrici di velocità su ghiaccio(1)
- Elena Belci, ex pattinatrice di velocità su ghiaccio italiana (Torino, n. 1964)

## Pedagogiste(2)
- Elena Gianini Belotti, pedagogista e scrittrice italiana (Roma, n. 1929 - Roma, † 2022)
- Elena Raffalovich, pedagogista russa (Odessa, n. 1842 - Firenze, † 1918)

## Pentatlete(2)
- Elena Micheli, pentatleta italiana (Roma, n. 1999)
- Elena Reiche, pentatleta tedesca (Berlino, n. 1979)

## Pesiste(3)
- Alena Abramčuk, pesista e discobola bielorussa (Seghedino, n. 1988)
- Elena Hila, pesista rumena (n. 1974)
- Elena Stojanova, ex pesista bulgara (Krasen, n. 1952)

## Pianiste(4)
- Elena Dmitrievna Baškirova, pianista russa (Mosca, n. 1958)
- Elena Bibescu, pianista rumena (Bârlad, n. 1855 - Bucarest, † 1902)
- Elena Kušnerova, pianista russa (Mosca, n. 1959)
- Elena Lipizer, pianista italiana (Gorizia, n. 1930 - Gorizia, † 2017)

## Pilote automobilistiche(1)
- Elena Lana, pilota automobilistica italiana (Pavlohrad, n. 1989)

## Pilote motociclistiche(1)
- Elena Rosell, pilota motociclistica spagnola (Valencia, n. 1986)

## Pittrici(5)
- Elena Anguissola, pittrice e monaca cristiana italiana (Cremona, n. 1536 - Mantova)
- Elena Asins, pittrice e critica d'arte spagnola (Madrid, n. 1940 - Azpíroz, † 2015)
- Elena Ciamarra Cammarano, pittrice e pianista italiana (Napoli, n. 1894 - Napoli, † 1981)
- Elena Nobili, pittrice italiana (Firenze, n. 1833 - Firenze, † 1900)
- Elena Popea, pittrice rumena (Brașov, n. 1879 - Bucarest, † 1941)

## Poetesse(8)
- Elena Clementelli, poetessa, critica letteraria e traduttrice italiana (Roma, n. 1923 - † 2019)
- Elena Farago, poetessa, traduttrice e scrittrice rumena (n. 1878 - † 1954)
- Elena Ghielmini, poetessa e scrittrice svizzera (Sorengo, n. 1942)
- Elena Gnoli, poetessa italiana (Roma, n. 1834 - Roma, † 1857)
- Elena Montecchi Torti, poetessa e patriota italiana (Roma, n. 1814 - Roma, † 1868)
- Elena Liliana Popescu, poetessa e traduttrice rumena (Turnu Măgurele, n. 1948)
- Elena Andreevna Švarc, poetessa russa (Leningrado, n. 1948 - San Pietroburgo, † 2010)
- Elena Varvello, poetessa e scrittrice italiana (Torino, n. 1971)

## Politiche(30)
- Elena Bodnarenco, politica moldava (Soroca, n. 1965 - Chișinău, † 2022)
- Elena Bonetti, politica e docente italiana (Asola, n. 1974)
- Elena Botto, politica italiana (Genova, n. 1974)
- Elena Băsescu, politica rumena (Costanza, n. 1980)
- Elena Carnevali, politica italiana (Bergamo, n. 1964)
- Elena Ceaușescu, politica rumena (Petrești, n. 1916 - Târgoviște, † 1989)
- Elena Centemero, politica e dirigente pubblica italiana (Milano, n. 1968)
- Elena Emma Cordoni, politica italiana (Massa, n. 1949)
- Elena Donazzan, politica italiana (Bassano del Grappa, n. 1972)
- Elena Fattori, politica italiana (Rimini, n. 1966)
- Elena Ferrara, politica italiana (Brescia, n. 1958)
- Elena Fissore, politica italiana (Bra, n. 1957)
- Elena Gatti Caporaso, politica italiana (Roma, n. 1918 - † 1999)
- Elena Gentile, politica e attivista italiana (Cerignola, n. 1953)
- Elena Lasconi, politica, giornalista e conduttrice radiofonica rumena (Hațeg, n. 1972)
- Elena Leonardi, politica italiana (Recanati, n. 1975)
- Elena Lizzi, politica italiana (San Daniele del Friuli, n. 1967)
- Elena Lucchini, politica italiana (Voghera, n. 1984)
- Elena Marinucci, politica italiana (L'Aquila, n. 1928 - Roma, † 2023)
- Elena Montecchi, politica italiana (Reggio Emilia, n. 1954)
- Elena Murelli, politica italiana (Piacenza, n. 1975)
- Elena Raffaelli, politica italiana (Rimini, n. 1979)
- Elena Salgado, politica e economista spagnola (Ourense, n. 1949)
- Elly Schlein, politica italiana (Lugano, n. 1985)
- Elena Sironi, politica italiana (Milano, n. 1961)
- Elena Dmitrievna Stasova, politica e rivoluzionaria russa (San Pietroburgo, n. 1873 - Mosca, † 1966)
- Elena Testor, politica italiana (Cavalese, n. 1973)
- Elena Tonnini, politica sammarinese (San Marino, n. 1979)
- Elena Udrea, politica rumena (Buzău, n. 1973)
- Elena Ugolini, politica e funzionaria italiana (Rimini, n. 1959)

## Principesse(17)
- Elena Ducas, principessa bizantina (n. 1242 - Nuceria Christianorum, † 1271)
- Elena di Borbone-Spagna, principessa spagnola (Madrid, n. 1963)
- Elena di Romania, principessa rumena (Losanna, n. 1950)
- Elena di Mosca, principessa russa (Mosca, n. 1476 - Braslaw, † 1513)
- Elena Paleologa, principessa bizantina (Mesembria, n. 1442 - Edirne, † 1469)
- Elena di Danimarca, principessa danese (Luneburgo, † 1233)
- Elena di Lituania, principessa
- Elena di Kleve, principessa tedesca (Kleve, n. 1423 - † 1471)
- Elena Vasil'evna Glinskaja, principessa russa (Mosca, † 1538)
- Elena Karađorđević, principessa serba (Cettigne, n. 1884 - Nizza, † 1962)
- Elena Paleologa, principessa bizantina (Mistra, n. 1428 - Nicosia, † 1458)
- Elena Paleologa, principessa bizantina (n. 1431 - Leucade, † 1473)
- Elena di Sassonia-Coburgo-Gotha, principessa tedesca (Buckingham Palace, n. 1846 - Westminster, † 1923)
- Elena Vittoria di Schleswig-Holstein, principessa britannica (Windsor, n. 1870 - Westminster, † 1948)
- Elena di Brunswick-Lüneburg, principessa (n. 1223 - † 1273)
- Elena di Nassau, principessa belga (Wiesbaden, n. 1831 - Bad Pyrmont, † 1888)
- Elena Adelaide di Schleswig-Holstein-Sonderburg-Glücksburg, principessa danese (Grünholz Manor, n. 1888 - Hellerup, † 1962)

## Psicoanaliste(1)
- Elena Benedetta Croce, psicoanalista italiana (Genova, n. 1926 - Genova, † 2018)

## Pugili(1)
- Elena Savel'eva, pugile russa (Tula, n. 1984)

## Registe(2)
- Elena Andreicheva, regista e produttrice cinematografica ucraina (Kiev)
- Elena Vladislavovna Nikolaeva, regista sovietico (Krasnojarsk, n. 1955)

## Registe teatrali(1)
- Elena Vannoni, regista teatrale e costumista italiana (Massa Marittima, n. 1971)

## Religiose(6)
- Elena Aiello, religiosa e mistica italiana (Montalto Uffugo, n. 1895 - Roma, † 1961)
- Elena d'Angiò, religiosa e santa serba (Scutari, † 1314)
- Elena Enselmini, religiosa italiana (Padova, n. 1207 - Arcella, † 1231)
- Elena Guerra, religiosa italiana (Lucca, n. 1835 - Lucca, † 1914)
- Elena Cassandra Tarabotti, religiosa e scrittrice italiana (Venezia, n. 1604 - Venezia, † 1652)
- Elena Valentinis, religiosa italiana (Udine, n. 1396 - Udine, † 1458)

## Rivoluzionarie(1)
- Elena Ivanovna Prušakevič, rivoluzionaria russa (Arcangelo, n. 1850)

## Saggiste(1)
- Elena Percivaldi, saggista, storica e scrittrice italiana (Milano, n. 1973)

## Saltatrici con gli sci(1)
- Elena Runggaldier, ex saltatrice con gli sci italiana (Bolzano, n. 1990)

## Sante(4)
- Elena di Laurino, santa italiana (Laurino - Pruno, † 530)
- Elena di Arzamas, santa russa († 1820)
- Elena di Skövde, santa svedese (Skövde - Götene, † 1160)
- Elena di Auxerre, santa franca (Auxerre)

## Scacchiste(2)
- Elena Achmylovskaja, scacchista statunitense (Krasnojarsk, n. 1957 - Kirkland, † 2012)
- Elena Sedina, scacchista ucraina (Kiev, n. 1968)

## Scenografe(1)
- Elena Ricci Poccetto, scenografa italiana (Firenze, n. 1941 - Roma, † 2018)

## Schermitrici(8)
- Elena Amirova, ex schermitrice azera (n. 1976)
- Elena Glikina, ex schermitrice sovietica (n. 1968)
- Elena Grišina, ex schermitrice russa (n. 1968)
- Elena Libera, schermitrice italiana (Milano, n. 1917 - Parigi, † 2012)
- Elena Nečaeva, schermitrice russa (Leningrado, n. 1979)
- Elena Novikova-Belova, ex schermitrice sovietica (Sovetskaja Gavan', n. 1947)
- Elena Pricop, ex schermitrice rumena (n. 1952)
- Elena Zhemaeva, schermitrice e maestra di scherma azera (Mosca, n. 1971)

## Sciatrici alpine(12)
- Elena Alberti, ex sciatrice alpina italiana (n. 1964)
- Elena Annovi, ex sciatrice alpina italiana
- Elena Bresciani, ex sciatrice alpina italiana (n. 1976)
- Elena Curtoni, sciatrice alpina italiana (Morbegno, n. 1991)
- Elena Dolmen, ex sciatrice alpina italiana (n. 1997)
- Elena Fanchini, sciatrice alpina italiana (Lovere, n. 1985 - Solato, † 2023)
- Elena Jakovišina, ex sciatrice alpina russa (Petropavlovsk-Kamčatskij, n. 1992)
- Elena Matous, ex sciatrice alpina italiana (Bolzano, n. 1953)
- Elena Prosteva, ex sciatrice alpina russa (Novokuzneck, n. 1990)
- Elena Riederer, sciatrice alpina austriaca (n. 2005)
- Elena Stoffel, ex sciatrice alpina svizzera (n. 1996)
- Elena Tagliabue, ex sciatrice alpina italiana (Edolo, n. 1977)

## Sciatrici freestyle(1)
- Elena Gaskell, sciatrice freestyle canadese (Vernon, n. 2001)

## Scrittrici(19)
- Elena Albertini, scrittrice italiana (Milano, n. 1902 - Roma, † 1990)
- Elena Bono, scrittrice, poetessa e traduttrice italiana (Sonnino, n. 1921 - Lavagna, † 2014)
- Elena Cazzulani, scrittrice italiana (Lodi, n. 1920 - Lodi, † 2007)
- Elena Fabris Bellavitis, scrittrice italiana (Lestizza, n. 1861 - Bologna, † 1904)
- Elena Andreevna Fadeeva Hahn, scrittrice russa (Ržyščiv, n. 1814 - Odessa, † 1843)
- Elena Ferrante, scrittrice italiana (Napoli, n. 1943)
- Elena Guro, scrittrice e pittrice russa (Pietroburgo, n. 1877 - Usikirko, † 1913)
- Elena Kedros, scrittrice italiana
- Elena Aleksandrovna Kostjukovič, scrittrice, saggista e traduttrice ucraina (Kiev, n. 1958)
- Elena Loewenthal, scrittrice e traduttrice italiana (Torino, n. 1960)
- Elena e Michela Martignoni, scrittrice italiana (Milano, n. 1953)
- Elena Peduzzi, scrittrice italiana (Verona, n. 1974)
- Elena Stancanelli, scrittrice e sceneggiatrice italiana (Firenze, n. 1965)
- Elena Torre, scrittrice e giornalista italiana (Viareggio, n. 1973)
- Elena Vesnaver, scrittrice e regista teatrale italiana (Trieste, n. 1964)
- Elena Văcărescu, scrittrice e poetessa rumena (Bucarest, n. 1864 - Parigi, † 1947)
- Elena Canino, scrittrice italiana (Roma, n. 1898 - † 1957)
- Elena Čižova, scrittrice russa (Leningrado, n. 1957)
- Elena Šoltésová, scrittrice slovacca (Krupina, n. 1855 - Martin, † 1939)

## Showgirl(1)
- Elena Barolo, showgirl, attrice e conduttrice televisiva italiana (Torino, n. 1982)

## Skeletoniste(1)
- Elena Nikitina, skeletonista russa (Mosca, n. 1992)

## Sollevatrici(1)
- Elena Andrieș, sollevatrice rumena (Galați, n. 1994)

## Soprani(4)
- Elena Baggiore, soprano italiano (Torino, n. 1944)
- Elena Kittnarová, soprano slovacco (Trnava, n. 1931 - Bratislava, † 2012)
- Elena Rizzieri, soprano italiano (Grignano Polesine, n. 1922 - Roma, † 2016)
- Elena Souliotis, soprano greco (Atene, n. 1943 - Firenze, † 2004)

## Sovrane(7)
- Elena Argiro, regina georgiana (Kutaisi, † 1033)
- Elena Ducaina Angelina, regina bizantina
- Elena di Rascia, regina (n. 1109 - † 1146)
- Elena d'Ungheria, sovrana ungherese (n. 1158 - † 1199)
- Elena di Zara, regina croato († 976)
- Elena del Montenegro, regina montenegrina (Cettigne, n. 1873 - Montpellier, † 1952)
- Elena di Grecia, regina (Atene, n. 1896 - Losanna, † 1982)

## Sovrani(1)
- Elena di Bosnia, sovrano bosniaco

## Storiche(2)
- Elena Aga Rossi, storica italiana (Cortina d'Ampezzo, n. 1940)
- Elena Brambilla, storica e archivista italiana (Milano, n. 1942 - Milano, † 2018)

## Storiche dell'arte(1)
- Elena Bassi, storica dell'arte italiana (Mantova, n. 1911 - Venezia, † 1999)

## Tenniste(12)
- Elena Baltacha, tennista britannica (Kiev, n. 1983 - Ipswich, † 2014)
- Elena Bogdan, tennista rumena (Craiova, n. 1992)
- Elena Bovina, ex tennista russa (Mosca, n. 1983)
- Elena Brjuchovec, ex tennista sovietica (n. 1971)
- Elena Lichovceva, ex tennista russa (Almaty, n. 1975)
- Elena Malõgina, tennista estone (San Pietroburgo, n. 2000)
- Elena Pampoulova, tennista bulgara (Sofia, n. 1972 - Zurigo, † 2023)
- Elena Pridankina, tennista russa (Vidnoe, n. 2005)
- Elena Rybakina, tennista russa (Mosca, n. 1999)
- Elena Savoldi, ex tennista italiana (Brescia, n. 1972)
- Elena Subirats, tennista messicana (Città del Messico, n. 1947 - Città del Messico, † 2018)
- Elena Vesnina, ex tennista russa (Leopoli, n. 1986)

## Traduttrici(2)
- Elena Croce, traduttrice, scrittrice e ambientalista italiana (Napoli, n. 1915 - Roma, † 1994)
- Elena Spagnol, traduttrice, gastronoma e scrittrice italiana (n. 1930 - † 2020)

## Triatlete(1)
- Elena Maria Petrini, triatleta italiana (Spoleto, n. 1992)

## Tripliste(1)
- Elena Taloş, triplista rumena (Câmpulung, n. 1995)

## Tuffatrici(4)
- Elena Bertocchi, tuffatrice italiana (Milano, n. 1994)
- Elena Mirošina, tuffatrice sovietica (Mosca, n. 1974 - Mosca, † 1995)
- Elena Vajcechovskaja, tuffatrice sovietica (Leopoli, n. 1958)
- Elena Wassen, tuffatrice tedesca (Eschweiler, n. 2000)

## Veliste(1)
- Elena Berta, velista italiana (Roma, n. 1992)

## Velociste(4)
- Elena Apollonio, ex velocista italiana (Bergamo, n. 1976)
- Elena Bonfanti, ex velocista italiana (Milano, n. 1988)
- Elena Ruzina, velocista sovietica (Voronež, n. 1964)
- Elena Sordelli, velocista italiana (Sesto San Giovanni, n. 1976)

## Senza attività specificata(12)
- Elena d'Asburgo, austriaca (Vienna, n. 1543 - Hall in Tirol, † 1574)
- Elena Banfo, ex sciatrice di velocità italiana (Borgosesia, n. 1976)
- Elena, romana (Vienne, † 360)
- Elena di Borgogna, contessa (n. 1080 - † 1141)
- Elena, italiana (Venezia)
- Elena di Baviera, duchessa tedesca (Monaco di Baviera, n. 1834 - Ratisbona, † 1890)
- Elena Könz, ex snowboarder svizzera (Coira, n. 1987)
- Magda Lupescu, rumena (Iași, n. 1895 - Estoril, † 1977)
- Elena Luzzatto, architetta italiana (Ancona, n. 1900 - Roma, † 1983)
- Elena Thovez, inglese (Portsmouth, n. 1815 - Scordia, † 1896)
- Elena di Gallura (Civita - Giudicato di Gallura, † 1218)
- Elena di Meclemburgo-Schwerin, duchessa (Ludwigslust, n. 1814 - Richmond upon Thames, † 1858)